# Liste der Naturdenkmäler in Klausen (Südtirol)
Die Liste der Naturdenkmäler in Klausen (italienisch Chiusa) enthält die dreizehn als Naturdenkmal ausgewiesenen Objekte auf dem Gebiet der Gemeinde Klausen in Südtirol.
Basis ist das im Internet einsehbare offizielle Verzeichnis der Naturdenkmäler in Südtirol (Stand: 23. Januar 2015). Dabei kann es sich um botanische, geologische oder hydrologische Naturdenkmäler handeln. Die Reihenfolge in dieser Liste orientiert sich an der ID, alternativ ist sie auch nach dem Namen sortierbar.

## Liste
| Foto |                 | Name                                                                 | Standort                     | Beschreibung                                             |
| ---- | --------------- | -------------------------------------------------------------------- | ---------------------------- | -------------------------------------------------------- |
| ja   | Datei hochladen | Gnollbach vom Ursprung bis zur Mündung und Schülerbrünnl ID: 035_G01 | 46° 38′ 20″ N, 11° 37′ 21″ O | Hydrologisches Naturdenkmal: Bach mit Wasserfällen       |
| ja   | Datei hochladen | Kupferbächlein im Thinnetal vom Ursprung bis zur Mündung ID: 035_G02 | 46° 39′ 37″ N, 11° 32′ 51″ O | Hydrologisches Naturdenkmal: Bach mit erzhaltigem Wasser |
| ja   | Datei hochladen | eine Edelkastanie beim Pedrutscherhof ID: 035_G03                    | 46° 39′ 28″ N, 11° 34′ 21″ O | Botanisches Naturdenkmal: Edelkastanie                   |
| ja   | Datei hochladen | zwei Edelkastanien beim Moar zu Viersch ID: 035_G04                  | 46° 39′ 7″ N, 11° 34′ 37″ O  | Botanisches Naturdenkmal: Edelkastanien                  |
| ja   | Datei hochladen | eine Edelkastanie beim Moar in Ums ID: 035_G05                       | 46° 38′ 48″ N, 11° 33′ 17″ O | Botanisches Naturdenkmal: Edelkastanie                   |
| ja   | Datei hochladen | drei Edelkastanien bei Gufidaun ID: 035_G06                          | 46° 38′ 52″ N, 11° 35′ 47″ O | Botanisches Naturdenkmal: Edelkastanien                  |
| ja   | Datei hochladen | ein Kirschbaum nahe Bad Froi ID: 035_G07                             | 46° 37′ 53″ N, 11° 37′ 56″ O | Botanisches Naturdenkmal: Kirschbaum                     |
| ja   | Datei hochladen | drei Apfelbäume beim Moar zu Viersch ID: 035_G08                     | 46° 39′ 13″ N, 11° 34′ 39″ O | Botanisches Naturdenkmal: Apfelbäume                     |
| ja   | Datei hochladen | Eichenhain beim Moar in Ums ID: 035_G09                              | 46° 39′ 1″ N, 11° 33′ 11″ O  | Botanisches Naturdenkmal: Eichenhain                     |
| ja   | Datei hochladen | Raffeil ID: 035_G10                                                  | 46° 38′ 55″ N, 11° 35′ 48″ O | Botanisches Naturdenkmal: Trockenrasen                   |
| ja   | Datei hochladen | Kirchbühel von Verdings ID: 035_G11                                  | 46° 39′ 16″ N, 11° 34′ 14″ O | Botanisches Naturdenkmal: Trockenrasen                   |
| ja   | Datei hochladen | Kassiansee ID: 035_G12                                               | 46° 42′ 25″ N, 11° 29′ 44″ O | Hydrologisches Naturdenkmal: See                         |
| BW   | Datei hochladen | Gisslacke ID: 035_G13                                                | 46° 43′ 18″ N, 11° 30′ 52″ O | Hydrologisches Naturdenkmal: See                         |

| Foto: | Fotografie des Naturdenkmals. Klicken des Fotos erzeugt eine vergrößerte Ansicht. Daneben finden sich zwei Symbole: |
| ID    | Identifikator bei der Abteilung Natur, Landschaft und Raumentwicklung der Südtiroler Landesverwaltung               |